# Xã Canton, Quận Stark, Ohio
Xã Canton (tiếng Anh: Canton Township) là một xã thuộc quận Stark, tiểu bang Ohio, Hoa Kỳ. Năm 2010, dân số của xã này là 13.102 người.